# Canavalia gladiata
Pour les articles homonymes, voir Pois (homonymie).
Espèce
Classification phylogénétique
Canavalia gladiata est une espèce de plante grimpante de la famille des Fabaceae.

## Description
Le pois sabre rouge (Canavalia gladiata) est une plante grimpante de la famille des Fabaceae, et doit son nom commun à la forme et la taille de ses gousses. Bien que pérenne, cette plante est souvent cultivée comme annuelle, et peut atteindre 4,5 à 10 mètres de hauteur. Originaire d'Asie orientale, elle se développe bien dans les climats tropicaux, mais reste très résistante à tous types de sols et de climats,,. 

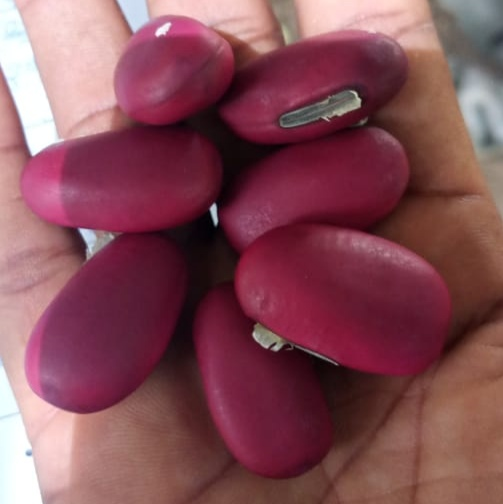
Graines de Canavalia gladiata.

Ses graines, contenant des substances toxiques, doivent être cuites ou fermentées avant consommation.
Utilisé principalement en Asie, le pois sabre rouge sert de légume (jeunes gousses), mais ses graines, une fois bien préparées, peuvent être ajoutées à des plats comme des currys. En médecine traditionnelle, il est utilisé pour traiter diverses maladies, telles que l'asthme ou les troubles digestifs. Son feuillage sert aussi de fourrage pour les animaux. Agronomiquement, il est cultivé comme plante de couverture et pour enrichir le sol.

Le pois sabre rouge (Canavalia gladiata) est souvent confondu avec d’autres espèces du genre Canavalia, telles que Canavalia africana, Canavalia cathartica et Canavalia ensiformis. Ces plantes sont interfertiles et partagent des caractéristiques similaires. Afin de les distinguer, la longueur du hile de la graine est un bon indice, ou encore la forme de l'étendard de la fleur 

## Taxonomie
Le nom correct complet (avec auteur) de ce taxon est Canavalia gladiata (Jacq.) DC..
L'espèce a été initialement classée dans le genre Dolichos sous le basionyme Dolichos gladiatus Jacq..
Ce taxon porte en français les noms vernaculaires ou normalisés suivants : dolic en sabre, pois sabre, pois sabre rouge,.

### Synonymie
Canavalia gladiata a pour synonymes :
- Canavaia gladiata (Jacq.) DC.
- Canavalia enformis subsp. alba Makino
- Canavalia enformis subsp. gladiata (Jacq.) Kuntze
- Canavalia enformis var. alba Makino
- Canavalia enformis var. gladiata (Jacq.) Kuntze
- Canavalia ensiformis var. alba Makino
- Canavalia ensiformis var. gladiata (Jacq.) Kuntze
- Canavalia ensiformis Baker
- Canavalia foureiri G.Don
- Canavalia gladiata f. alba (Makino) H.Ohashi
- Canavalia gladiata f. erythrocarpa Taub.
- Canavalia gladiata subsp. alba (Makino) Hisauti
- Canavalia gladiata subsp. erythrosperma Voight
- Canavalia gladiata subsp. leucosperma Voigt
- Canavalia gladiata subsp. machaeroides DC.
- Canavalia gladiata subsp. spodosperma Voigt
- Canavalia gladiata var. alba (Makino) Hisauti
- Canavalia gladiata var. erythosperma Voigt
- Canavalia gladiata var. erythrosperma Voigt
- Canavalia gladiata var. gladiata
- Canavalia gladiata var. machaeroides DC.
- Canavalia incurva (Thunb.) DC.
- Canavalia incurva Thouars
- Canavalia loureirii G.Don
- Canavalia loureiroi G.Don
- Canavalia lunareti Carrière
- Canavalia machaeroides (DC.) Steud.
- Canavalia maxima Thouars
- Canavalii maxima Thouars
- Cryptophaseolus anamensis Kuntze
- Dolichos faba-indica Forssk.
- Dolichos gladiatus Jacq.
- Dolichos incurvus Thunb.
- Malocchia gladiata Savi